# Paul Cloyd
Paul V. Cloyd (13 de junio de 1920-Beaver Dam, Wisconsin, 28 de diciembre de 2005) fue un jugador de baloncesto estadounidense que disputó una temporada en la NBA, además de jugar en la NBL y en la NPBL. Con 1,88 metros de estatura, jugaba en la posición de escolta.

## Trayectoria deportiva

### Universidad
Su trayectoria universitaria transcurrió en los Badgers de la Universidad de Wisconsin.

### Profesional
Fue elegido por los Washington Capitols en la lista de negociación del Draft de la NBA de 1947, pero acabó fichando por los Sheboygan Redskins de la NBL, con los que disputó en dos ocasiones el World Professional Basketball Tournament, siendo elegido ambos años en el segundo mejor quinteto del torneo.
En 1949 fichó por los Baltimore Bullets de la NBA, donde jugó 3 partidos nada más, promediando 1,7 puntos, para terminar la temporada jugando otros cuatro encuentros con los Waterloo Hawks. En 1950 fichó por los Kansas City Hi-Spots de la NPBL, con los que jugó una temporada, asumiendo en parte de ella el papel de jugador-entrenador, promediando 10,6 puntos por partido.

## Estadísticas de su carrera en la NBA

### Temporada regular
| Temporada | Edad | Equipo            | Liga | P | TIT | MIN | TC  | TCA | %TC  | 3P | 3PA | %3P | TL  | TLA | %TL   | R.OF. | R.DEF. | REB | ASIS | ROB | TAP | PER | FP  | PTS |
| 1949-50   | 29   | TOTAL             | NBA  | 7 |     |     | 1.0 | 3.7 | .269 |    |     |     | 0.7 | 1.1 | .625  |       |        |     | 0.3  |     |     |     | 0.7 | 2.7 |
| 1949-50   | 29   | Baltimore Bullets | NBA  | 3 |     |     | 0.3 | 2.7 | .125 |    |     |     | 1.0 | 1.0 | 1.000 |       |        |     | 0.3  |     |     |     | 1.3 | 1.7 |
| 1949-50   | 29   | Waterloo Hawks    | NBA  | 4 |     |     | 1.5 | 4.5 | .333 |    |     |     | 0.5 | 1.3 | .400  |       |        |     | 0.3  |     |     |     | 0.3 | 3.5 |
| Total     |      |                   | NBA  | 7 |     |     | 1.0 | 3.7 | .269 |    |     |     | 0.7 | 1.1 | .625  |       |        |     | 0.3  |     |     |     | 0.7 | 2.7 |